# Будницька Єва Матвіївна
Є́ва Матві́ївна Будни́цька (3 січня 1917, Київ — 7 листопада 1994, Київ) — українська поетеса, перекладачка. Член Спілки письменників України (від 1968 року).

## Біографія
Народилася в родині службовця. Закінчила школу, 1936 року — механічний технікум. Вступила до Київського політехнічного (тоді індустріального) інституту, який закінчила 1941 року.
Під час війни виїхала на Волгу — в місто Зеленодольськ (Татарська АРСР). Викладала в Зеленодольському механічному технікумі (1941—1943), працювала на заводі, була лектором Татарського обкому КПРС.
На початку 1944 року повернулася до Києва. Викладала у Київському індустріальному технікумі (1945—1947). 1947 року стала членом ВКП(б). Понад 25 років працювала в Києві в проектному інституті «Діпроцивільпромбуд»: інженер (від 1947 року), керівник групи (від 1972 року). Тоді перейшла на творчу роботу.

## Творчість
Перші вірші написала 1953 року. Від 1959 року друкувалася в періодичних виданнях.
Поетичні збірки:
- «Вулиця першого кохання» (1962),
- «Весна чи осінь» (1967),
- «Кам'яна троянда» (1972),
- «Спалахи» (1975),
- «Зелений острів» (1978),
- «Отзвук» (1979, в перекладі російською мовою),
- «Червень» (1981),
- «Світлиця» (1983),
- «Паморозь» (1984),
- «Падолист» (1987),
- «Щирість» (1992).

Перекладала твори російських і єврейських письменників.
На тексти Будницької українські композитори (Оскар Сандлер, Марія Завалишина, Михайло Жербін та ін.) написали низку пісень і романсів.
У травні 1975 року відвідала Кам'янець-Подільський, разом із прозаїком із Хмельницького Миколою Сумишиним зустрілася зі студентами сільськогосподарського інституту (нині Подільський державний аграрно-технічний університет).